# Poperinge
Poperinge ist eine belgische Stadt in der Region Flandern. Sie liegt in der Provinz Westflandern im belgischen Arrondissement Ypern. Die Stadt hat 19.921 Einwohner (Stand 1. Januar 2024) und eine Fläche von 119,33 Quadratkilometern.

## Geographie
Poperinge liegt im äußersten Westen Belgiens nur wenige Kilometer von der französischen Grenze entfernt.
Ypern ist elf Kilometer östlich, die belgische Küste am Ärmelkanal bei Nieuwpoort 33 Kilometer nördlich, Kortrijk 37 Kilometer östlich und Brüssel 115 Kilometer östlich (alle Angaben in Luftlinie bis zum jeweiligen Stadtzentrum).

## Geschichte und Kultur
Das "Cartulaire de l´abbaye de Saint-Bertin" berichtet für die Jahre 844–864: "In Pupuruinga villa ecclesiam ... mansum ... silva grossa ...", was heißt, dass es in Poperinge damals schon eine Kirche, eine Ackerfläche von etwa 11–16 ha und viel Wald gab, welches dem Kloster Saint-Omer im nordfranzösischen Departement Pas-de-Calais (Regnum Francorum online PolyptBertin 027) angehörte. Aus dem Jahr 877 ist nachzuweisen, dass der westfränkische König Karl der Kahle dem Kloster Saint-Omer diesen Besitz bestätigte (Regnum Francorum online D_Charles_II 430). Um die Einkünfte des Abtes von Saint-Omer in Poperinge kümmerten sich in den nächsten 300 Jahren mehrere Päpste. Um 1181 sorgte Papst Lucius III. persönlich dafür, dass der Abt seinen Zehnten und andere Abgaben vom Altar in Poperinge zurückbekam (Regesta Imperii IV, 4,4,1, 025).
- Seit 1976 existiert das Hopfenmuseum Poperinge.[1]
- Von 1984 bis 1985 und erneut seit 2013 ist Poperinge Veranstaltungsort des Heavy Sound Festivals.

## Partnerschaft
In 1964 wurde die Partnerschaft mit der tschechischen Stadt Žatec gegründet. Seit 1973 besteht eine Städtepartnerschaft mit der deutschen Marktgemeinde Wolnzach. Die polnische Kreisstadt Krasnystaw wurde 1995 Partnerstadt Poperinges. Seit dem 30. Mai 2009 unterhält Poperinge eine Partnerschaft zur deutschen Gemeinde Frielendorf im Schwalm-Eder-Kreis.

## Verkehr
Die nächsten Autobahnabfahrten sind Ypern-Noord im Osten an der belgischen Autobahn A19, Veurne im Norden an der A18/E 40 und Steenvoorde im Westen bei der gleichnamigen bereits zu Frankreich gehörenden Gemeinde an der französischen Autobahn A 25/E 42.
Die Stadt ist heute Endstation der eingleisigen und seit den 1980er Jahren elektrifizierten Nebenbahn (Kortrijk)-Comines-Warneton-Ypern-Poperinge, die bis 1970 (Einstellung) bzw. 1972 (Abbau) weiter bis nach Hazebrouck in Frankreich führte.
Regionalflughäfen in der näheren Umgebung befinden sich bei Wevelgem/Kortrijk, Oostende und Lille; der nächste Internationale Flughafen liegt nahe bei Brüssel.

## Sehenswürdigkeiten

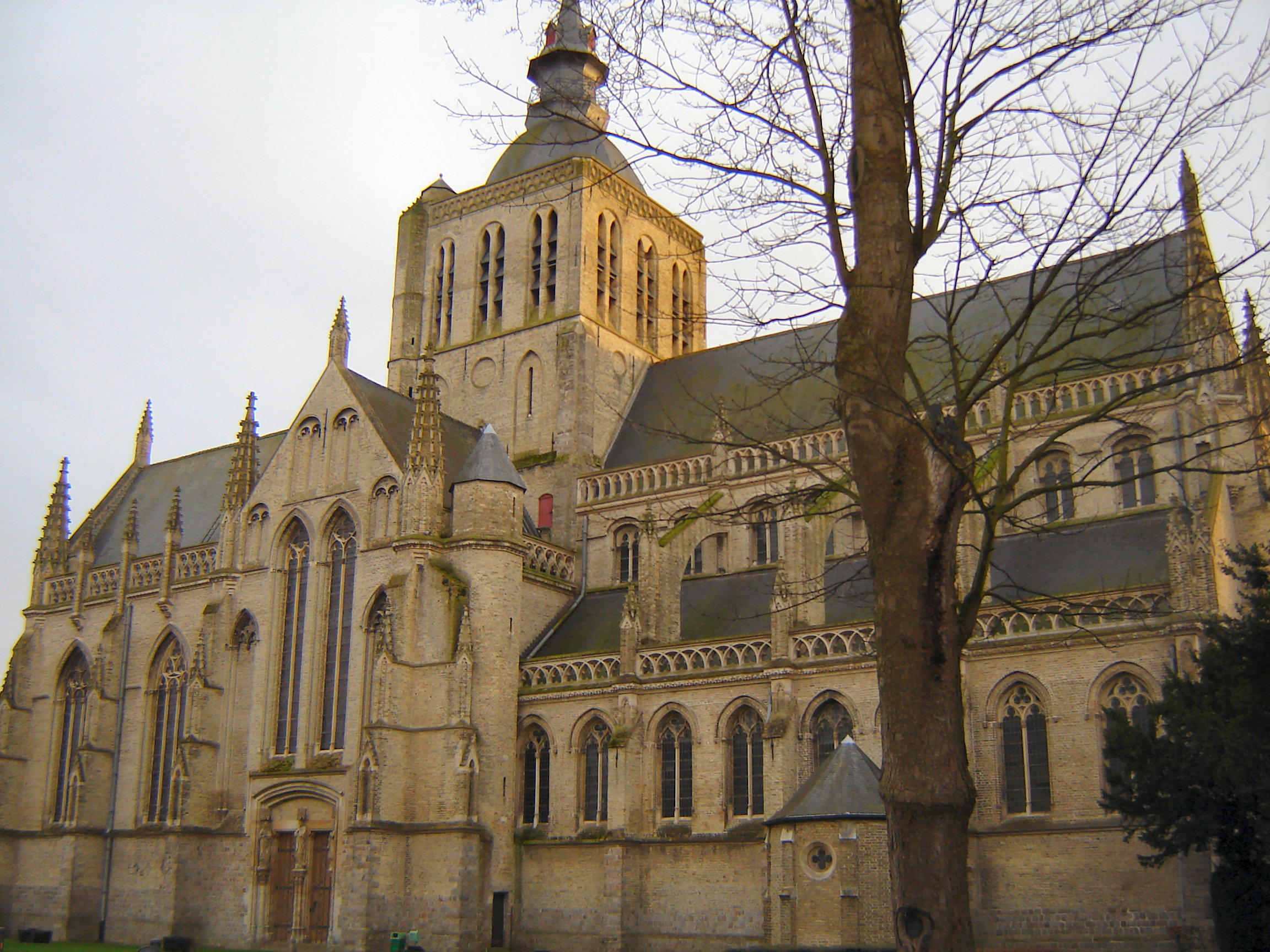
Sint Janskirche

Zu den Sehenswürdigkeiten zählen die drei Kirchen, die Liebfrauenkirche, die Johannes- und die Bertinuskirche, die wegen ihrer Architektur und ihrer reichen Ausstattung beachtenswert sind.

## Söhne und Töchter der Stadt
- Lancelot Blondeel (1496–1561), Maler, Grafiker und Architekt
- Noël Goemanne (1926–2010), Komponist, Organist, Chorleiter und Kirchenmusiker
- Jef Planckaert (1934–2007), Radrennfahrer
- Dirk Frimout (* 1941), erster belgischer Astronaut
- Eric Demunster (1943–2023), Radrennfahrer
- Johan Vande Lanotte (* 1955), Politiker
- Anne Provoost (* 1964), flämische Schriftstellerin
- Geike Arnaert (* 1979), Musikerin, Sängerin der Band Hooverphonic